# SC Heerenveen w europejskich pucharach
Występy w europejskich pucharach holenderskiego klubu piłkarskiego Sc Heerenveen.
Legenda do wszystkich tabel:
- Q – runda eliminacyjna, 1/16, 1/8, 1/4, 1/2 – odpowiednia faza rozgrywek, Grupa – runda grupowa, 1r gr – pierwsza runda grupowa, 2r gr – druga runda grupowa, F – finał, R – runda, PO – play-off
- k. – rzuty karne, los. – losowanie, Dogr. – dogrywka, w. – zasada bramek strzelonych na wyjeździe

## Wykaz spotkań pucharowych

### 1995−2000
| Sezon   | Rozgrywki                 | Runda   | Klub               | Dom     | Wyjazd  | Ogólnie    |
| ------- | ------------------------- | ------- | ------------------ | ------- | ------- | ---------- |
| 1995    | Puchar Intertoto          | Grupa 4 | Næstved BK         | 2–1     |         | 1. miejsce |
| 1995    | Puchar Intertoto          | Grupa 4 | Ton Pentre         |         | 7–0     | 1. miejsce |
| 1995    | Puchar Intertoto          | Grupa 4 | Békéscsaba Előre   | 4–0     |         | 1. miejsce |
| 1995    | Puchar Intertoto          | Grupa 4 | União Leiria       |         | 0–1     | 1. miejsce |
| 1995    | Puchar Intertoto          | 1/8     | Farul Konstanca    | 4–0 (D) | 4–0 (D) | 4–0 (D)    |
| 1995    | Puchar Intertoto          | 1/4     | Girondins Bordeaux | 0–2 (W) | 0–2 (W) | 0–2 (W)    |
| 1996    | Puchar Intertoto          | Grupa 5 | Sligo Rovers       |         | 0–0     | 3. miejsce |
| 1996    | Puchar Intertoto          | Grupa 5 | Lillestrøm SK      | 0–1     |         | 3. miejsce |
| 1996    | Puchar Intertoto          | Grupa 5 | FC Nantes          |         | 1–3     | 3. miejsce |
| 1996    | Puchar Intertoto          | Grupa 5 | FBK Kaunas         | 3–1     |         | 3. miejsce |
| 1997    | Puchar Intertoto          | Grupa 1 | Dynama Mińsk       |         | 0–1     | 4. miejsce |
| 1997    | Puchar Intertoto          | Grupa 1 | Polonia Warszawa   | 0–0     |         | 4. miejsce |
| 1997    | Puchar Intertoto          | Grupa 1 | MSV Duisburg       |         | 0–2     | 4. miejsce |
| 1997    | Puchar Intertoto          | Grupa 1 | Aalborg BK         | 8–2     |         | 4. miejsce |
| 1998/99 | Puchar Zdobywców Pucharów | 1R      | Amica Wronki       | 3–1     | 1–0     | 4–1        |
| 1998/99 | Puchar Zdobywców Pucharów | 2R      | NK Varaždin        | 2–1     | 2–4     | 4–5, Dogr. |
| 1999    | Puchar Intertoto          | 3R      | Hammarby IF        | 2–0     | 2–0     | 4–0        |
| 1999    | Puchar Intertoto          | 1/2     | West Ham United    | 0–1     | 0–1     | 0–2        |

### 2001−2020
| Sezon   | Rozgrywki        | Runda   | Klub                | Dom | Wyjazd | Ogólnie    |
| ------- | ---------------- | ------- | ------------------- | --- | ------ | ---------- |
| 2000/01 | Liga Mistrzów    | Grupa C | Valencia CF         | 0–1 | 1–1    | 4. miejsce |
| 2000/01 | Liga Mistrzów    | Grupa C | Olympique Lyon      | 0–2 | 1–3    | 4. miejsce |
| 2000/01 | Liga Mistrzów    | Grupa C | Olympiakos SFP      | 1–0 | 0–2    | 4. miejsce |
| 2001    | Puchar Intertoto | 2R      | Liepājas Metalurgs  | 6–1 | 2–3    | 8–4        |
| 2001    | Puchar Intertoto | 3R      | FC Basel            | 2–3 | 1–2    | 3–5        |
| 2002/03 | Puchar UEFA      | 1R      | Progresul Bukareszt | 2–0 | 0–3    | 2–3        |
| 2003    | Puchar Intertoto | 3R      | Lierse SK           | 4–1 | 1–0    | 5–1        |
| 2003    | Puchar Intertoto | 1/2     | FC Koper            | 2–0 | 0–1    | 2–1        |
| 2003    | Puchar Intertoto | F       | Villarreal CF       | 1–2 | 0–0    | 1–2        |
| 2004/05 | Puchar UEFA      | 1R      | Maccabi Petah Tikwa | 5–0 | –,     | 5–0        |
| 2004/05 | Puchar UEFA      | Grupa G | SL Benfica          |     | 2–4    | 3. miejsce |
| 2004/05 | Puchar UEFA      | Grupa G | VfB Stuttgart       | 1–0 |        | 3. miejsce |
| 2004/05 | Puchar UEFA      | Grupa G | Dinamo Zagrzeb      |     | 2–2    | 3. miejsce |
| 2004/05 | Puchar UEFA      | Grupa G | KSK Beveren         | 1–0 |        | 3. miejsce |
| 2004/05 | Puchar UEFA      | 1/16    | Newcastle United    | 1–2 | 1–2    | 2–4        |
| 2005/06 | Puchar UEFA      | 1R      | Baník Ostrava       | 5–0 | 0–2    | 5–2        |
| 2005/06 | Puchar UEFA      | Grupa F | FC Dinamo Bukareszt |     | 0–0    | 3. miejsce |
| 2005/06 | Puchar UEFA      | Grupa F | CSKA Moskwa         | 0–0 |        | 3. miejsce |
| 2005/06 | Puchar UEFA      | Grupa F | Olympique Marsylia  |     | 0–1    | 3. miejsce |
| 2005/06 | Puchar UEFA      | Grupa F | Lewski Sofia        | 2–1 |        | 3. miejsce |
| 2005/06 | Puchar UEFA      | 1/16    | Steaua Bukareszt    | 1–3 | 1–0    | 2–3        |
| 2006/07 | Puchar UEFA      | 1R      | Vitória Setúbal     | 0–0 | 3–0    | 3–0        |
| 2006/07 | Puchar UEFA      | Grupa D | CA Osasuna          |     | 0–0    | 5. miejsce |
| 2006/07 | Puchar UEFA      | Grupa D | Odense BK           | 0–2 |        | 5. miejsce |
| 2006/07 | Puchar UEFA      | Grupa D | Parma               |     | 1–2    | 5. miejsce |
| 2006/07 | Puchar UEFA      | Grupa D | RC Lens             | 1–0 |        | 5. miejsce |
| 2007/08 | Puchar UEFA      | 1R      | Helsingborgs IF     | 5–3 | 1–5    | 6–8        |
| 2008/09 | Puchar UEFA      | 1R      | Vitória Setúbal     | 5–2 | 1–1    | 6–3        |
| 2008/09 | Puchar UEFA      | Grupa E | A.C. Milan          | 1–3 |        | 5. miejsce |
| 2008/09 | Puchar UEFA      | Grupa E | VfL Wolfsburg       |     | 1–5    | 5. miejsce |
| 2008/09 | Puchar UEFA      | Grupa E | SC Braga            | 1–2 |        | 5. miejsce |
| 2008/09 | Puchar UEFA      | Grupa E | Portsmouth          |     | 0–3    | 5. miejsce |
| 2009/10 | Liga Europy      | PO      | PAOK FC             | 1–1 | 0–0    | 1–1, w.    |
| 2009/10 | Liga Europy      | Grupa D | Sporting CP         | 2–3 | 1–1    | 3. miejsce |
| 2009/10 | Liga Europy      | Grupa D | Hertha BSC          | 2–3 | 1–0    | 3. miejsce |
| 2009/10 | Liga Europy      | Grupa D | FK Ventspils        | 5–0 | 0–0    | 3. miejsce |
| 2012/13 | Liga Europy      | 3Q      | Rapid Bukareszt     | 3–1 | 1–0    | 4–1        |
| 2012/13 | Liga Europy      | PO      | Molde FK            | 1–2 | 0–2    | 1–4        |